# Casa automobilistica
La casa automobilistica è l'impresa dell'industria automobilistica che produce e commercializza autoveicoli.

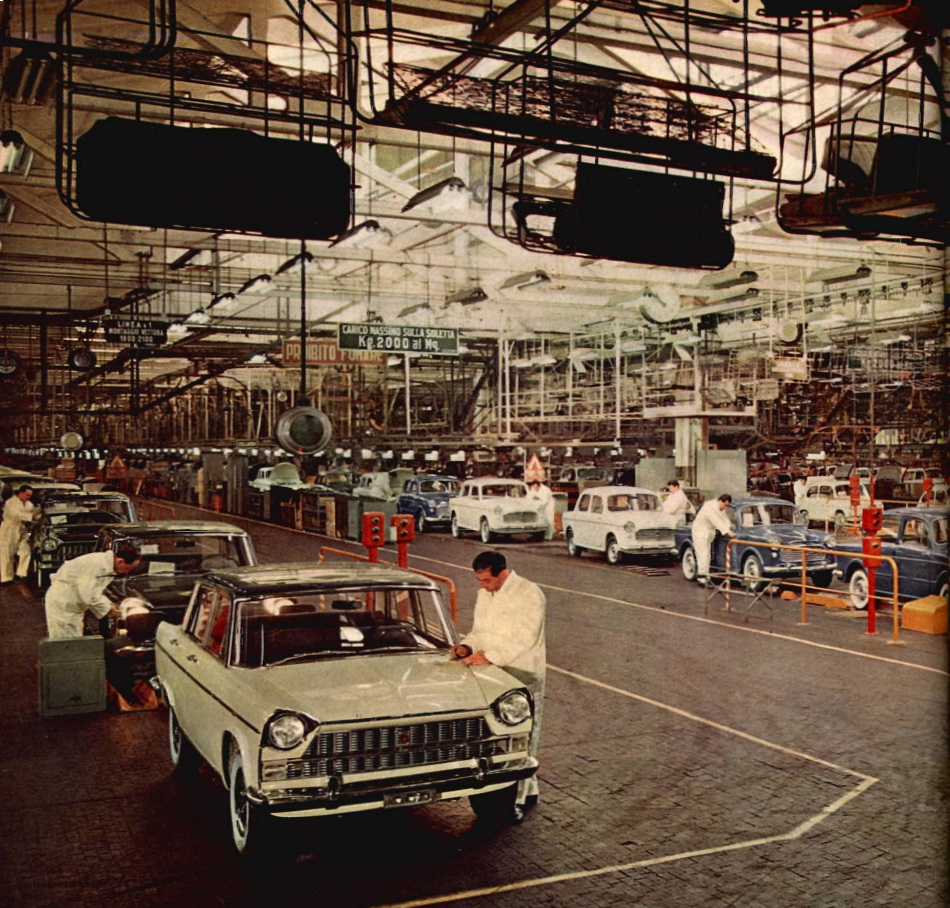
Stabilimento FIAT del Lingotto nel 1961

## Descrizione
Nel primo secolo di vita dell'automobile sono state molte le società che hanno dovuto lasciare il mercato, anche tra quelle che hanno maggiormente influenzato l'evoluzione delle 4 ruote con le loro innovazioni meccaniche ed estetiche.
Negli ultimi tempi le aziende del settore hanno fatto i conti con la globalizzazione, con l'intento di essere competitive sul mercato mondiale dell'auto. Per questo molte marche storiche si sono consociate tra loro per realizzare economie di scala o sono state acquisite da gruppi più grandi.
Ciò nonostante continuano a resistere sul mercato anche piccole aziende, a carattere quasi artigianale, che fanno della specializzazione la loro forza trainante. Si tratta per lo più di fabbriche di auto sportive o comunque destinate ad un bacino particolare di utenza.
La maggior concentrazione dei fabbricanti attivi è negli Stati Uniti, in Europa occidentale (Germania, Francia, Italia, Spagna, Regno Unito, Svezia) e in Estremo Oriente (Giappone e Corea del Sud). Anche le industrie russe, cinesi e indiane hanno cominciato a inserirsi nel mercato globale dell'auto, nonostante la loro produzione sia ancora molto limitata ed orientata principalmente verso l'assemblaggio di prodotti su licenza o a costruzione di modelli destinati principalmente al loro bacino di utenza interno.
Le maggiori aziende automobilistiche si riconoscono in una federazione creata ad hoc, la OICA, che cura le maggiori esposizioni internazionali e pubblica i resoconti annui inerenti al settore.

### I maggiori gruppi industriali del settore
Su una produzione mondiale di veicoli leggeri, ad agosto 2024, i primi dieci gruppi industriali (che possono operare con diversi marchi), risultavano essere (come riportato sul sito Focus2Move):
| Gruppo industriale                 | Nazionalità   | Produzione 2024 |
| ---------------------------------- | ------------- | --------------- |
| Toyota                             | Giappone      | 6.000.000       |
| Gruppo Volkswagen                  | Germania      | 5.300.000       |
| Hyundai-Kia                        | Corea del Sud | 4.300.000       |
| Alleanza Renault-Nissan-Mitsubishi | Paesi Bassi   | 3.600.000       |
| Stellantis                         | Paesi Bassi   | 3.030.000       |
| General Motors                     | Stati Uniti   | 2.620.000       |
| Honda                              | Giappone      | 2.520.000       |
| Suzuki                             | Giappone      | 2.040.000       |
| BYD                                | Cina          | 1.900.000       |
| Geely                              | Cina          | 1.780.000       |

### I singoli marchi
Dalle statistiche diffuse dall'OICA si possono ricavare i seguenti dati in merito alla produzione dei singoli marchi, i dati di produzione sono aggiornati al 2008 (in corsivo dati parziali di vendita, leggere nota). L'appartenenza ai gruppi industriali è riferita all'anno 2012.
| Marchio              | Gruppo                    | Anno nascita | Naz. nascita  | Produzione (solo auto) 2008 | Note                                                             |
| -------------------- | ------------------------- | ------------ | ------------- | --------------------------- | ---------------------------------------------------------------- |
| Abarth               | Stellantis                | 1949         | Italia        | n.d.                        |                                                                  |
| Acura                | Honda                     | 1986         | Giappone      | n.d.                        |                                                                  |
| Alfa Romeo           | Stellantis                | 1910         | Italia        | 103.097                     |                                                                  |
| Anhui Jianghuai      | Volkswagen                | 1964         | Cina          | 207.711                     |                                                                  |
| Audi                 | Volkswagen                | 1909         | Germania      | 1.026.617                   |                                                                  |
| Beijing              | BAIC Group                | 1958         | Cina          | 446.680                     |                                                                  |
| Bentley              | Volkswagen                | 1919         | Regno Unito   | 7.692                       |                                                                  |
| BMW                  | BMW                       | 1917         | Germania      | 1.202.065                   |                                                                  |
| Brilliance           | Brilliance                | 1992         | Cina          | 241.553                     |                                                                  |
| Bugatti              | Volkswagen                | 1909         | Francia       | 82                          |                                                                  |
| Buick                | General Motors            | 1903         | Stati Uniti   | n.d.                        |                                                                  |
| BYD                  | BYD Company               | 2003         | Cina          | 192.971                     |                                                                  |
| Cadillac             | General Motors            | 1902         | Stati Uniti   | 1.388                       | Dati produzione dei soli modelli costruiti al di fuori degli USA |
| Chang'an             | Chana                     | 1990         | Cina          | 531.149                     |                                                                  |
| Changhe              | Changhe                   | 2004         | Cina          | 104.722                     |                                                                  |
| Chery                | Chery                     | 1997         | Cina          | 350.560                     |                                                                  |
| Chevrolet            | General Motors            | 1911         | Stati Uniti   | 457.928                     | Dati produzione dei soli modelli costruiti al di fuori degli USA |
| Chrysler             | Stellantis                | 1925         | Stati Uniti   | 11.426                      | Dati produzione dei soli modelli costruiti al di fuori degli USA |
| Citroën              | Stellantis                | 1919         | Francia       | 1.050.705                   |                                                                  |
| Cupra                | Volkswagen                | 2018         | Spagna        | [ 7 ]                       |                                                                  |
| Dacia                | Renault-Nissan-Mitsubishi | 1966         | Romania       | 235.311                     |                                                                  |
| Daihatsu             | Toyota                    | 1907         | Giappone      | 729.146                     |                                                                  |
| Dodge                | Stellantis                | 1914         | Stati Uniti   | n.d.                        |                                                                  |
| Dongfeng             | Dongfeng                  | 1969         | Cina          | 489.266                     |                                                                  |
| DS                   | Stellantis                | 2014         | Francia       | n.d.                        |                                                                  |
| FAW                  | [ 21 ]                    | 1953         | Cina          | 637.720                     |                                                                  |
| Ferrari              | Ferrari N.V.              | 1947         | Italia        | 6.722                       |                                                                  |
| FIAT                 | Stellantis                | 1899         | Italia        | 1.616.782                   |                                                                  |
| Fiat Professional    | Stellantis                | 1974         | Italia        |                             |                                                                  |
| Ford                 | Ford                      | 1903         | Stati Uniti   | 1.992.645                   |                                                                  |
| Geely                | Geely                     | 1986         | Cina          | 220.955                     |                                                                  |
| Genesis Motor        | Hyundai-Kia               | 2015         | Corea del Sud | [ 24 ]                      |                                                                  |
| GMC                  | General Motors            | 1901         | Stati Uniti   |                             | Dati produzione dei soli modelli costruiti al di fuori degli USA |
| Great Wall Motors    | Great Wall Motors         | 1984         | Cina          | 129.651                     |                                                                  |
| Harbin Hafei         | Harbin Hafei              | 1994         | Cina          | 226.754                     |                                                                  |
| Honda                | Honda                     | 1946         | Giappone      | 3.878.940                   |                                                                  |
| Hyundai              | Hyundai-Kia               | 1967         | Corea del Sud | 2.435.471                   |                                                                  |
| Infiniti             | Renault-Nissan Mitsubishi | 1989         | Giappone      | n.d.                        |                                                                  |
| Jaguar               | Jaguar Land Rover         | 1945         | Regno Unito   | 72.876                      |                                                                  |
| Jeep                 | Stellantis                | 1987         | Stati Uniti   | 16.781                      | Dati produzione dei soli modelli costruiti al di fuori degli USA |
| KG Mobility          | KG Group                  | 1954         | Corea del Sud | 81.445                      |                                                                  |
| Kia                  | Hyundai-Kia               | 1971         | Corea del Sud | 1.310.821                   |                                                                  |
| Lada                 | AvtoVAZ                   | 1964         | Russia        | 801.563                     |                                                                  |
| Lamborghini          | Volkswagen                | 1963         | Italia        | 2.424                       |                                                                  |
| Lancia               | Stellantis                | 1906         | Italia        | 113.307                     |                                                                  |
| Land Rover           | Jaguar Land Rover         | 1948         | Regno Unito   | 185.831                     |                                                                  |
| Lexus                | Toyota                    | 1989         | Giappone      | n.d.                        |                                                                  |
| Lincoln              | Ford                      | 1917         | Stati Uniti   | n.d.                        |                                                                  |
| Lotus                | Geely                     | 1952         | Regno Unito   |                             |                                                                  |
| Mahindra             | Mahindra                  | 1945         | India         | 100.615                     |                                                                  |
| Maruti               | Suzuki                    | 1981         | India         | 678.032                     |                                                                  |
| Maserati             | Stellantis                | 1924         | Italia        | 9.292                       |                                                                  |
| Mazda                | Mazda                     | 1920         | Giappone      | 1.241.218                   |                                                                  |
| Mercedes-Benz        | Daimler AG                | 1926         | Germania      | 1.240.127                   |                                                                  |
| Mini                 | BMW                       | 2001         | Regno Unito   | 235.019                     |                                                                  |
| Mitsubishi           | Renault-Nissan-Mitsubishi | 1917         | Giappone      | 1.175.431                   |                                                                  |
| Nissan               | Renault-Nissan-Mitsubishi | 1933         | Giappone      | 2.788.632                   |                                                                  |
| Opel                 | Stellantis                | 1862         | Germania      | 1.599.144                   |                                                                  |
| Peugeot              | Stellantis                | 1882         | Francia       | 1.790.179                   |                                                                  |
| Porsche              | Volkswagen                | 1931         | Germania      | 96.721                      |                                                                  |
| Proton               | Geely                     | 1983         | Malaysia      | 154.707                     |                                                                  |
| Ram Trucks           | Stellantis                | 2009         | Stati Uniti   | [ 17 ]                      |                                                                  |
| Renault              | Renault-Nissan-Mitsubishi | 1898         | Francia       | 1.669.069                   |                                                                  |
| Renault Korea Motors | Renault-Nissan-Mitsubishi | 1994         | Corea del Sud | 144.042                     |                                                                  |
| Rolls-Royce          | BMW                       | 1906         | Regno Unito   | 1.417                       |                                                                  |
| SAIC                 | SAIC                      | 1997         | Cina          | 200.558                     |                                                                  |
| SEAT                 | Volkswagen                | 1950         | Spagna        | 380.576                     |                                                                  |
| Škoda Auto           | Volkswagen                | 1894         | Rep. Ceca     | 669.932                     |                                                                  |
| Smart                | Daimler AG                | 1996         | Germania      | 139.964                     |                                                                  |
| Subaru               | Subaru (Fuji) e Toyota    | 1953         | Giappone      | 552.096                     |                                                                  |
| Suzuki               | Suzuki                    | 1909         | Giappone      | 1.628.403                   |                                                                  |
| Tata                 | Tata                      | 1945         | India         | 230.935                     |                                                                  |
| Toyota               | Toyota                    | 1933         | Giappone      | 7.039.487                   |                                                                  |
| UAZ                  | UAZ                       | 1941         | Russia        | 30.953                      |                                                                  |
| Vauxhall             | Stellantis                | 1903         | Regno Unito   | 102.481                     |                                                                  |
| Volkswagen           | Volkswagen                | 1937         | Germania      | 4.022.792                   |                                                                  |
| Volvo                | Geely                     | 1927         | Svezia        | 653.160                     |                                                                  |

### Marchi non più attivi
Negli anni sono state attive varie case automobilistiche e vari marchi la cui attività è cessata o sospesa.
Essendo in taluni casi la produzione automobilistica semplicemente una delle molteplici attività di un'azienda, le date indicate si riferiscono al periodo in cui vennero prodotte automobili.
| Nome                               | Nazionalità    | Inizio produzione autovetture | Fine produzione autovetture | Note |
| ---------------------------------- | -------------- | ----------------------------- | --------------------------- | --- |
| 9ff                                | Germania       | 2001                          | 2013                        | |
| Autobleu                           | Francia        | 1950                          | 1957                        | |
| Abadal                             | Spagna         | 1912                          | 1930                        | [ 43 ] |
| Abbott                             | Stati Uniti    | 1909                          | 1918                        | [ 43 ] |
| Aberdonia                          | Regno Unito    | 1911                          | 1915                        | |
| AC Cars                            | Regno Unito    | 1904                          | 2008                        | [ 43 ] |
| Adami                              | Italia         | 1901                          | 1906                        | |
| Ader                               | Francia        | 1900                          | 1907                        | |
| Adler                              | Germania       | 1900                          | 1939                        | [ 43 ] |
| Aero                               | Cecoslovacchia | 1928                          | 1949                        | [ 43 ] |
| A.G. Alfieri                       | Italia         | 1925                          | 1927                        | |
| Ajax                               | Svizzera       | 1906                          | 1910                        | |
| Alba                               | Italia         | 1906                          | 1908                        | |
| Allard                             | Regno Unito    | 1936                          | 1966                        | Produzione di serie dal 1946 al 1957 |
| Alpine                             | Francia        | 1954                          | 1995                        | Assorbita dalla Renault |
| Alvis                              | Regno Unito    | 1920                          | 1967                        | [ 43 ] |
| American Austin                    | Stati Uniti    | 1929                          | 1935                        | |
| American Motors                    | Stati Uniti    | 1954                          | 1988                        | |
| Amilcar                            | Francia        | 1921                          | 1939                        | Assorbita dalla Hotchkiss |
| Amilcar Italiana                   | Italia         | 1925                          | 1929                        | |
| Ansaldo                            | Italia         | 1919                          | 1929                        | [ 43 ] |
| Apperson                           | Stati Uniti    | 1901                          | 1926                        | |
| Aquila Italiana                    | Italia         | 1905                          | 1917                        | Assorbita dalla SPA |
| Ardita                             | Italia         | 1918                          | 1918                        | |
| Ariel                              | Regno Unito    | 1902                          | 1925                        | |
| Armstrong-Siddeley                 | Regno Unito    | 1925                          | 1960                        | |
| ARO                                | Romania        | 1957                          | 2006                        | |
| ASA                                | Italia         | 1961                          | 1969                        | |
| Ascari                             | Regno Unito    | 1995                          | 2010                        | |
| Auburn                             | Stati Uniti    | 1900                          | 1937                        | |
| Audibert & Lavirotte               | Francia        | 1896                          | 1901                        | |
| Ausonia                            | Italia         | 1903                          | 1906                        | |
| Austin                             | Regno Unito    | 1905                          | 1952                        | British Motor Corporation |
| Austin-Healey                      | Regno Unito    | 1953                          | 1971                        | |
| Austin Rover Group                 | Regno Unito    | 1981                          | 2000                        | MG Rover, Tata |
| Austro-Daimler                     | Austria        | 1899                          | 1934                        | |
| Autoar                             | Argentina      | 1949                          | 1963                        | |
| Autobianchi                        | Italia         | 1955                          | 1995                        | Gruppo Fiat |
| Auverland                          | Francia        | 1980                          | 2009                        | |
| Ballot                             | Francia        | 1911                          | 1933                        | |
| Bandini                            | Italia         | 1946                          | 1992                        | |
| Bantam                             | Stati Uniti    | 1935                          | 1956                        | |
| Barreiros                          | Spagna         | 1954                          | 1978                        | PSA Peugeot Citroën |
| BBC Automobili                     | Italia         | 1946                          | 1952                        | |
| Bédélia                            | Francia        | 1910                          | 1925                        | |
| Belsize                            | Regno Unito    | 1901                          | 1925                        | |
| Benz                               | Germania       | 1883                          | 1926                        | Daimler-Benz |
| Berliet                            | Francia        | 1894                          | 1939                        | |
| Bertone                            | Italia         | 1912                          | 2014                        | |
| Bianchi                            | Italia         | 1899                          | 1958                        | Autobianchi, Gruppo FIAT |
| Bignan                             | Francia        | 1918                          | 1931                        | |
| Bioplastic                         | Grecia         | 1958                          | 1977                        | |
| Bitter                             | Germania       | 1973                          | 1992                        | |
| Bizzarrini                         | Italia         | 1964                          | 1969                        | |
| BNC                                | Francia        | 1919                          | 1931                        | |
| Borgward                           | Germania       | 1929                          | 1961                        | |
| Bricklin                           | Canada         | 1974                          | 1976                        | |
| Bristol                            | Regno Unito    | 1947                          | 2020                        | |
| British Leyland                    | Regno Unito    | 1968                          | 1987                        | Austin Rover Group |
| British Motor Corporation          | Regno Unito    | 1952                          | 1968                        | British Leyland |
| Bucciali                           | Francia        | 1922                          | 1933                        | |
| Caparo                             | Regno Unito    | 2006                          | 2019                        | |
| Carrozzeria Touring                | Italia         | 1926                          | 1966                        | |
| Castagna Milano                    | Italia         | 1849                          | 1954                        | |
| Ceirano                            | Italia         | 1899                          | 1909                        | Gruppo Fiat |
| CEMSA                              | Italia         | 1925                          | 1948                        | |
| Chandler                           | Stati Uniti    | 1913                          | 1929                        | |
| Chenard & Walcker                  | Francia        | 1898                          | 1951                        | |
| Chiribiri                          | Italia         | 1914                          | 1928                        | |
| Cisitalia                          | Italia         | 1944                          | 1964                        | |
| Cizeta                             | Italia         | 1988                          | 1993                        | |
| Clément-Bayard                     | Francia        | 1900                          | 1919                        | |
| Cobra                              | Stati Uniti    | 1962                          | 1968                        | |
| Cord                               | Stati Uniti    | 1929                          | 1937                        | |
| Corre La Licorne                   | Francia        | 1901                          | 1950                        | |
| Cottereau                          | Francia        | 1898                          | 1914                        | |
| Cottin & Desgouttes                | Francia        | 1904                          | 1933                        | |
| Cunningham                         | Stati Uniti    | 1896                          | 1936                        | |
| Daewoo                             | Corea del Sud  | 1967                          | 2011                        | General Motors |
| DAF                                | Paesi Bassi    | 1958                          | 1976                        | Gruppo Volvo |
| Daimler                            | Regno Unito    | 1896                          | 2002                        | Gruppo Jaguar |
| Daimler-Benz                       | Germania       | 1926                          | 1998                        | fusione in DaimlerChrysler AG |
| Daimler-Motoren-Gesellschaft       | Germania       | 1890                          | 1926                        | Gruppo Daimler-Benz |
| Darracq                            | Francia        | 1896                          | 1920                        | In Italia, dal 1906 al 1909, vennero prodotte e commercializzate dalla Società Italiana Automobili Darracq. Quest'ultima è stata l'antesignana dell'Alfa Romeo |
| Datsun                             | Giappone       | 1932                          | 1984                        | Gruppo Nissan |
| Dauer                              | Germania       | 1987                          | 2008                        | |
| De Dion-Bouton                     | Francia        | 1883                          | 1932                        | |
| De la Cuadra                       | Spagna         | 1898                          | 1901                        | Cambia denominazione in J. Castro |
| Delage                             | Francia        | 1905                          | 1953                        | |
| Delahaye                           | Francia        | 1894                          | 1954                        | |
| DeLorean                           | Stati Uniti    | 1981                          | 1983                        | |
| De Luca Daimler                    | Italia         | 1906                          | 1910                        | |
| De Marçay                          | Francia        | 1920                          | 1922                        | |
| DeSoto                             | Stati Uniti    | 1928                          | 1961                        | Gruppo Chrysler |
| De Tomaso                          | Italia         | 1959                          | 2012                        | |
| Detroit Electric Car Company       | Stati Uniti    | 1907                          | 1939                        | |
| De Vecchi & C.                     | Italia         | 1909                          | 1917                        | |
| De Vecchi & Strada                 | Italia         | 1903                          | 1909                        | |
| Diatto                             | Italia         | 1905                          | 1955                        | |
| DKW                                | Germania       | 1916                          | 1966                        | |
| Dobelli                            | Italia         | 1903                          | 1904                        | |
| Duesenberg                         | Stati Uniti    | 1913                          | 1937                        | |
| Duryea                             | Stati Uniti    | 1893                          | 1917                        | |
| Eagle                              | Stati Uniti    | 1988                          | 1999                        | Gruppo Chrysler |
| Edsel                              | Stati Uniti    | 1957                          | 1960                        | Gruppo Ford |
| Egg & Egli                         | Svizzera       | 1896                          | 1919                        | |
| EIA                                | Italia         | 1928                          | 1928                        | |
| Elmore                             | Stati Uniti    | 1893                          | 1912                        | In seguito acquistata dalla General Motors |
| Elva                               | Regno Unito    | 1958                          | 1968                        | |
| Emanuel                            | Italia         | 1899                          | 1904                        | |
| E-M-F Company                      | Stati Uniti    | 1909                          | 1912                        | |
| EMW                                | Germania       | 1945                          | 1956                        | |
| Enzmann                            | Svizzera       | 1958                          | 1968                        | |
| Epocar                             | San Marino     | 1986                          | 1992                        | |
| Excalibur                          | Stati Uniti    | 1965                          | 1989                        | |
| Facel Vega                         | Francia        | 1954                          | 1964                        | |
| Fafnir                             | Germania       | 1902                          | 1926                        | |
| FAIT                               | Italia         | 1903                          | 1904                        | |
| FAST                               | Italia         | 1919                          | 1925                        | |
| FAZ                                | Italia         | 1906                          | 1908                        | |
| FIAE                               | Italia         | 1899                          | 1900                        | |
| FIAL                               | Italia         | 1906                          | 1909                        | |
| FIAM                               | Italia         | 1924                          | 1927                        | |
| Farbio                             | Regno Unito    | 2004                          | 2013                        | |
| Fides                              | Italia         | 1905                          | 1908                        | |
| Figoni et Falaschi                 | Francia        | 1920                          | 1940                        | |
| FIMA                               | Italia         | 1913                          | 1922                        | |
| Fisker                             | Stati Uniti    | 2009                          | 2013                        | Rifondata nel 2016 in Fisker |
| Fissore                            | Italia         | 1921                          | 1984                        | |
| Fittipaldi Motors                  | Brasile        | 2017                          | 2019                        | |
| FLAG                               | Italia         | 1903                          | 1907                        | |
| Florentia                          | Italia         | 1903                          | 1910                        | |
| FN                                 | Belgio         | 1899                          | 1935                        | |
| FNM                                | Brasile        | 1942                          | 1988                        | |
| FOD                                | Italia         | 1924                          | 1927                        | |
| Fornasari                          | Italia         | 1999                          | 2015                        | |
| FRAM                               | Italia         | 1905                          | 1914                        | |
| Franklin                           | Stati Uniti    | 1902                          | 1934                        | |
| Frazer Nash                        | Regno Unito    | 1924                          | 1957                        | |
| Frera                              | Italia         | 1905                          | 1905                        | |
| FSA                                | Italia         | 1906                          | 1912                        | |
| FSM                                | Polonia        | 1972                          | 1992                        | Gruppo Fiat |
| FSO                                | Polonia        | 1951                          | 2011                        | |
| FTA                                | Italia         | 1901                          | 1902                        | |
| Geo                                | Stati Uniti    | 1989                          | 1997                        | Assorbita da Chevrolet |
| Garanzini                          | Italia         | 1922                          | 1931                        | produttore di motocicli che costruì un prototipo di autovettura                                                                                                |
| Ghia                               | Italia         | 1915                          | 1973                        | Ford |
| Giaur                              | Italia         | 1949                          | 1958                        | Cambia denominazione in Taraschi |
| Glas                               | Germania       | 1951                          | 1968                        | Gruppo BMW |
| Glass Sport Motors                 | Sudafrica      | 1958                          | 1964                        | |
| Gonow                              | Cina           | 2003                          | 2016                        | |
| Gordon-Keeble                      | Regno Unito    | 1964                          | 1967                        | |
| Grecav                             | Italia         | 1964                          | 2013                        | |
| Hansa                              | Germania       | 1906                          | 1961                        | |
| Hermes                             | Italia         | 1906                          | 1908                        | |
| Hillman                            | Regno Unito    | 1907                          | 1976                        | Gruppo Rootes |
| Hispano-Suiza                      | Spagna         | 1904                          | 1946                        | |
| Holden                             | Australia      | 1856                          | 2021                        | General Motors |
| Hommell                            | Francia        | 1990                          | 2003                        | |
| Horch                              | Germania       | 1899                          | 1939                        | |
| Hotchkiss                          | Francia        | 1903                          | 1955                        | |
| Hudson                             | Stati Uniti    | 1909                          | 1957                        | Gruppo American Motors |
| Humber                             | Regno Unito    | 1896                          | 1976                        | Gruppo Rootes |
| Hummer                             | Stati Uniti    | 1992                          | 2010                        | General Motors |
| Hupmobile                          | Stati Uniti    | 1909                          | 1941                        | |
| IATO                               | Italia         | 1985                          | 1993                        | |
| IENA                               | Italia         | 1922                          | 1925                        | |
| IKA                                | Argentina      | 1955                          | 1970                        | |
| Impéria                            | Belgio         | 1905                          | 1958                        | Triumph Motor Company |
| Imperial                           | Stati Uniti    | 1955                          | 1983                        | Gruppo Chrysler |
| Innocenti                          | Italia         | 1961                          | 1992                        | Gruppo Fiat |
| Invicta                            | Regno Unito    | 1925                          | 1950                        | |
| Iso                                | Italia         | 1953                          | 1975                        | |
| Isotta Fraschini                   | Italia         | 1900                          | 1949                        | |
| Itala                              | Italia         | 1904                          | 1935                        | |
| Jawa                               | Cecoslovacchia | 1934                          | 1945                        | |
| J. Castro                          | Spagna         | 1902                          | 1904                        | Cambia denominazione in Hispano-Suiza |
| Simpa JDM                          | Francia        | 1975                          | 2014                        | |
| Jensen                             | Regno Unito    | 1931                          | 2001                        | |
| Jewett Motors Inc.                 | Stati Uniti    | 1923                          | 1927                        | |
| Jowett                             | Regno Unito    | 1906                          | 1954                        | |
| Junior                             | Italia         | 1904                          | 1909                        | |
| Kaiser                             | Stati Uniti    | 1946                          | 1955                        | |
| Kaiser Jeep                        | Stati Uniti    | 1953                          | 1970                        | |
| Keating                            | Regno Unito    | 2006                          | 2021                        | |
| Kriéger                            | Francia        | 1897                          | 1909                        | |
| LaFayette                          | Stati Uniti    | 1919                          | 1924                        | |
| Lagonda                            | Regno Unito    | 1906                          | 1965                        | Gruppo Aston Martin |
| Lanchester                         | Regno Unito    | 1895                          | 1956                        | |
| Lanza                              | Italia         | 1895                          | 1903                        | |
| Laraki                             | Marocco        | 2002                          | 2017                        | |
| LaSalle                            | Stati Uniti    | 1927                          | 1940                        | |
| Lawil                              | Italia         | 1968                          | 1980                        | |
| Lea-Francis                        | Regno Unito    | 1895                          | 1963                        | |
| Light Car Company                  | Regno Unito    | 1991                          | 2007                        | |
| LMP                                | Italia         | 1923                          | 1928                        | acronimo L.M.P. significa Luigi Marino Padova |
| LMX Automobile                     | Italia         | 1968                          | 1974                        | |
| Lorraine-Dietrich                  | Francia        | 1896                          | 1935                        | |
| LUAZ                               | Ucraina        | 1955                          | 2000                        | |
| Maico                              | Germania       | 1955                          | 1958                        | |
| Marchand                           | Italia         | 1900                          | 1907                        | |
| Marchand-Dufaux                    | Italia         | 1907                          | 1909                        | |
| Marcos                             | Regno Unito    | 1959                          | 2007                        | |
| Marengo                            | Italia         | 1907                          | 1908                        | |
| Marino                             | Italia         | 1923                          | 1928                        | |
| Marmon                             | Stati Uniti    | 1902                          | 1933                        | |
| Marquette                          | Stati Uniti    | 1909                          | 1931                        | Gruppo General Motors |
| Marussia Motors                    | Russia         | 2007                          | 2014                        | |
| Matford                            | Francia        | 1934                          | 1941                        | Ford |
| Mathis                             | Francia        | 1906                          | 1945                        | |
| Matra                              | Francia        | 1964                          | 2003                        | |
| Maxwell                            | Stati Uniti    | 1904                          | 1925                        | |
| Maybach                            | Germania       | 1909                          | 2013                        | Gruppo Daimler AG |
| Mazzanti Automobili                | Italia         | 2002                          | 2023                        | |
| McLaughlin                         | Canada         | 1907                          | 1918                        | |
| Mercury                            | Stati Uniti    | 1939                          | 2011                        | Gruppo Ford |
| MG Rover                           | Regno Unito    | 2000                          | 2005                        | NAC |
| Miari & Giusti                     | Italia         | 1894                          | 1896                        | divenuta "Motori Bernardi, Miari, Giusti & C" |
| Minerva                            | Belgio         | 1899                          | 1939                        | |
| Minutoli                           | Italia         | 1903                          | 1903                        | |
| Miura                              | Brasile        | 1975                          | 1992                        | |
| Monte Carlo Automobile (MCA)       | Monaco         | 1990                          | 1992                        | |
| Monteverdi                         | Svizzera       | 1967                          | 1982                        | |
| Moretti                            | Italia         | 1925                          | 1989                        | |
| Morris                             | Regno Unito    | 1910                          | 1984                        | British Motor Corporation |
| Mors                               | Francia        | 1896                          | 1925                        | |
| Moskvič                            | Russia         | 1947                          | 2001                        | |
| Mosler                             | Stati Uniti    | 1985                          | 2013                        | |
| MPM Motors                         | Francia        | 2015                          | 2021                        | |
| Motori Bernardi, Miari, Giusti & C | Italia         | 1896                          | 1898                        | divenuta "Società Italiana Bernardi" |
| Napier                             | Regno Unito    | 1900                          | 1924                        | |
| Nash                               | Stati Uniti    | 1917                          | 1957                        | American Motors |
| Nazzaro                            | Italia         | 1911                          | 1915                        | |
| Neckar                             | Germania       | 1957                          | 1971                        | Gruppo Fiat |
| NEVS                               | Svezia         | 2012                          | 2023                        | |
| NSU                                | Germania       | 1884                          | 1969                        | Gruppo Audi |
| Odero                              | Italia         | 1905                          | 1905                        | |
| Odetti                             | Italia         | 1922                          | 1923                        | |
| Ogle                               | Regno Unito    | 1960                          | 1972                        | |
| Oldsmobile                         | Stati Uniti    | 1897                          | 2004                        | General Motors |
| Oltcit                             | Romania        | 1977                          | 2008                        | Ford |
| OM                                 | Italia         | 1918                          | 1934                        | Gruppo Fiat |
| OMT                                | Italia         | 1907                          | 1908                        | |
| Orio & Marchand                    | Italia         | 1898                          | 1899                        | |
| OSCA                               | Italia         | 1947                          | 1966                        | |
| OSI                                | Italia         | 1960                          | 1968                        | |
| OTAS                               | Italia         | 1969                          | 1972                        | |
| OTAV                               | Italia         | 1905                          | 1908                        | |
| Oullim Motors                      | Corea del Sud  | 1997                          | 2017                        | |
| Ours                               | Francia        | 1906                          | 1909                        | |
| Overland                           | Stati Uniti    | 1903                          | 1926                        | Nel 1912 fu rinominata Willys-Overland |
| Packard                            | Stati Uniti    | 1899                          | 1958                        | Studebaker |
| Paige-Detroit Motor Company        | Stati Uniti    | 1908                          | 1927                        | |
| Panhard                            | Francia        | 1890                          | 1967                        | PSA Peugeot Citroën |
| Panther Westwinds Ltd              | Regno Unito    | 1972                          | 1990                        | SsangYong Motor Company |
| Peerless Cars                      | Regno Unito    | 1957                          | 1960                        | |
| Peerless Motor Company             | Stati Uniti    | 1900                          | 1933                        | |
| Pic Pic                            | Svizzera       | 1904                          | 1924                        | |
| Pierce-Arrow                       | Stati Uniti    | 1901                          | 1938                        | |
| Plymouth                           | Stati Uniti    | 1928                          | 2001                        | Gruppo Chrysler |
| Pontiac                            | Stati Uniti    | 1926                          | 2010                        | General Motors |
| Prinetti & Stucchi                 | Italia         | 1898                          | 1901                        | Cambia denominazione in Stucchi & C. |
| Quagliotti                         | Italia         | 1904                          | 1904                        | |
| Qvale                              | Stati Uniti    | 1999                          | 2001                        | |
| Railton                            | Regno Unito    | 1933                          | 1940                        | |
| Rainier                            | Stati Uniti    | 1905                          | 1911                        | In seguito acquisita dalla General Motors |
| Rambler                            | Stati Uniti    | 1900                          | 1969                        | American Motors |
| Rapid                              | Italia         | 1904                          | 1918                        | SPA |
| Rayton Fissore                     | Italia         | 1984                          | 1994                        | |
| Reliant                            | Regno Unito    | 1952                          | 2002                        | |
| Rhode                              | Regno Unito    | 1921                          | 1931                        | |
| Rickenbacker                       | Stati Uniti    | 1922                          | 1927                        | |
| Riley                              | Regno Unito    | 1907                          | 1969                        | Gruppo BMW |
| Rootes                             | Regno Unito    | 1919                          | 1967                        | Assorbita da Chrysler UK |
| Rosengart                          | Francia        | 1927                          | 1955                        | |
| Rover                              | Regno Unito    | 1902                          | 2005                        | British Leyland, Tata |
| Rubino                             | Italia         | 1920                          | 1920                        | |
| Rumpler                            | Germania       | 1921                          | 1925                        | |
| Russell Motor Car Company          | Canada         | 1905                          | 1915                        | |
| Russo-Baltique                     | Russia         | 1909                          | 1915                        | |
| Saab                               | Svezia         | 1945                          | 2016                        | General Motors |
| SAL Esperia                        | Italia         | 1905                          | 1913                        | |
| Salmson                            | Francia        | 1908                          | 1957                        | |
| SALVA                              | Italia         | 1907                          | 1907                        | |
| Sandford                           | Francia        | 1922                          | 1939                        | |
| San Giorgio                        | Italia         | 1905                          | 1909                        | |
| Santana                            | Spagna         | 1955                          | 2011                        | |
| Saturn                             | Stati Uniti    | 1990                          | 2010                        | General Motors |
| Saurer                             | Svizzera       | 1896                          | 2002                        | |
| Saxon                              | Stati Uniti    | 1914                          | 1922                        | |
| SCAT                               | Italia         | 1906                          | 1940                        | SPA, Gruppo Fiat |
| Schuppan                           | Australia      | 1992                          | 1994                        | |
| Scion                              | Stati Uniti    | 2002                          | 2016                        | Gruppo Toyota |
| Scioneri                           | Italia         | 1943                          | 1979                        | |
| Sclavo Automobili                  | Italia         | 1911                          | 1914                        | |
| Scripps-Booth                      | Stati Uniti    | 1913                          | 1923                        | In seguito acquisita dalla General Motors |
| Selve                              | Germania       | 1919                          | 1929                        | |
| SIATA                              | Italia         | 1926                          | 1970                        | |
| SIMCA                              | Francia        | 1935                          | 1980                        | PSA Peugeot Citroën |
| Singer                             | Regno Unito    | 1905                          | 1970                        | Rootes |
| Siva                               | Italia         | 1967                          | 1969                        | |
| Società Italiana Bernardi          | Italia         | 1898                          | 1901                        | |
| SPA                                | Italia         | 1906                          | 1947                        | Gruppo Fiat |
| Spyker                             | Paesi Bassi    | 1899                          | 1926                        | Fondata nel 1880 come "Fabbrica di carrozze Spijker" |
| Standard                           | Regno Unito    | 1903                          | 1987                        | |
| Standard                           | Italia         | 1906                          | 1912                        | |
| Stanley                            | Stati Uniti    | 1902                          | 1924                        | Produsse automobili a vapore |
| STAR                               | Italia         | 1904                          | 1918                        | Gruppo SPA |
| Stigler                            | Italia         | 1922                          | 1933                        | |
| Stoewer                            | Germania       | 1858                          | 1945                        | |
| Stola                              | Italia         | 1919                          | 2014                        | |
| Storero                            | Italia         | 1912                          | 1916                        | |
| Stucchi & C.                       | Italia         | 1901                          | 1906                        | |
| Studebaker                         | Stati Uniti    | 1897                          | 1966                        | |
| Stutz                              | Stati Uniti    | 1911                          | 1935                        | rinascita dal 1968 come Stutz Motor Car of America, Inc dal 1995 non produce auto in fabbrica                                                                  |
| Sunbeam                            | Regno Unito    | 1899                          | 1976                        | PSA Peugeot Citroën |
| Takuri                             | Giappone       | 1907                          | 1909                        | |
| Talbot                             | Francia        | 1902                          | 1988                        | PSA Peugeot Citroën |
| Talbot-Lago                        | Francia        | 1935                          | 1959                        | |
| Taraschi                           | Italia         | 1958                          | 1961                        | |
| Taurinia                           | Italia         | 1902                          | 1906                        | |
| Temperino                          | Italia         | 1918                          | 1924                        | Temperino motors Ltd. di Londra rimase attiva sino 1940 |
| Thomas                             | Stati Uniti    | 1903                          | 1918                        | |
| Trevisan                           | Italia         | 1896                          | 1902                        | |
| Triumph                            | Regno Unito    | 1923                          | 1984                        | |
| Trojan                             | Regno Unito    | 1914                          | 1965                        | |
| Turchetti Automobili               | Italia         | 1998                          | 1999                        | |
| Tucker                             | Stati Uniti    | 1948                          | 1949                        | |
| Turcat-Méry                        | Francia        | 1899                          | 1929                        | |
| TVR                                | Regno Unito    | 1947                          | 2012                        | |
| UMM                                | Portogallo     | 1978                          | 1995                        | |
| Unic                               | Francia        | 1904                          | 1939                        | Gruppo Fiat |
| Union                              | Stati Uniti    | 1902                          | 1905                        | |
| Urania                             | Italia         | 1947                          | 1949                        | Cambia denominazione in Giaur |
| Vanden Plas                        | Regno Unito    | 1870                          | 1946                        | Austin Motor Company |
| Vector                             | Stati Uniti    | 1971                          | 2021                        | |
| Veritas                            | Germania       | 1947                          | 1953                        | |
| Viking                             | Stati Uniti    | 1929                          | 1931                        | Gruppo General Motors |
| Vinot & Deguingand                 | Francia        | 1897                          | 1926                        | |
| Vivinus                            | Belgio         | 1890                          | 1912                        | |
| Voisin                             | Francia        | 1919                          | 1958                        | |
| Wartburg                           | Germania Est   | 1956                          | 1990                        | |
| Warwick                            | Regno Unito    | 1960                          | 1962                        | |
| White                              | Stati Uniti    | 1900                          | 1912                        | Produsse automobili a vapore |
| Wiesmann                           | Germania       | 1993                          | 2014                        | |
| WiLL                               | Giappone       | 1999                          | 2004                        | Gruppo Toyota |
| Willys                             | Stati Uniti    | 1908                          | 1963                        | fusione in Kaiser Jeep |
| Winton                             | Stati Uniti    | 1897                          | 1924                        | |
| Wolseley                           | Regno Unito    | 1896                          | 1975                        | Morris Motor Company. In Italia, dal 1907 al 1909, vennero prodotte e commercializzate dalla Wolsit                                                            |
| Wolsit                             | Italia         | 1907                          | 1927                        | |
| Xedos                              | Giappone       | 1992                          | 2000                        | Gruppo Mazda |
| Z                                  | Cecoslovacchia | 1924                          | 1936                        | |
| Zaschka                            | Germania       | 1929                          | 1929                        | |
| Zastava                            | Serbia         | 1954                          | 2008                        | Fiat Group Automobiles |
| ZAZ                                | Ucraina        | 1960                          | 1998                        | Gruppo Daewoo |
| Zena                               | Italia         | 1906                          | 1908                        | |
| ZIL                                | Russia         | 1916                          | 2013                        | |
| Züst                               | Italia         | 1905                          | 1917                        | O.M., Gruppo Fiat |

### Altri marchi produttivamente minori
| Nome                          | Nazionalità         | Anno di fondazione | Note |
| ----------------------------- | ------------------- | ------------------ | --- |
| Abt Sportsline                | Germania            | 1991               | |
| AC Schnitzer                  | Germania            | 1987               | |
| Aixam                         | Francia             | 1983               | |
| Alpina-BMW                    | Germania            | 1961               | |
| Apollo Automobil              | Germania            | 2005               | Marchio denominato Gumpert Sportwagenmanufaktur sino a gennaio 2016                                      |
| Arash                         | Regno Unito         | 1999               | |
| Arcfox                        | Cina                | 2017               | |
| Ariel Ltd                     | Regno Unito         | 1999               | |
| Arrinera                      | Polonia             | 2008               | |
| Artega Motors                 | Germania            | 2006               | Marchio e azienda rilanciati comprando i diritti dall'italiana Tazzari per produzione di auto elettriche |
| Aston Martin                  | Regno Unito         | 1914               | |
| ATS                           | Italia              | 1963               | Rilanciata nel 2012                                                                                      |
| Automobili Pininfarina        | Italia              | 2018               | Marchio e azienda di proprietà italiana e indiana con sede in Monaco di Baviera                          |
| BAC                           | Regno Unito         | 2009               | |
| B.Engineering                 | Italia              | 2000               | |
| Brabus                        | Germania            | 1977               | |
| Byton                         | Cina                | 2017               | |
| Callaway                      | Stati Uniti         | 1977               | |
| Casalini                      | Italia              | 1939               | |
| Caterham Cars                 | Regno Unito         | 1959               | |
| Chatenet                      | Francia             | 1984               | |
| Corbellati                    | Italia              | 2018               | |
| Covini                        | Italia              | 1978               | |
| Dallara                       | Italia              | 1972               | |
| Devon                         | Stati Uniti         | 2009               | |
| DiMora                        | Stati Uniti         | 1975               | Marchio precedentemente denominato "Clenet" e "Sceptre"                                                  |
| Donkervoort                   | Paesi Bassi         | 1978               | |
| Drako Motors                  | Stati Uniti         | 2013               | |
| DR Motor Company              | Italia              | 2006               | |
| Elfin Cars                    | Australia           | 1959               | |
| EVO                           | Italia              | 2020               | |
| Faraday Future                | Stati Uniti         | 2014               | |
| Fioravanti                    | Italia              | 1987               | |
| Fisker Coachbuild             | Stati Uniti         | 2006               | |
| FV-Frangivento                | Italia              | 2019               | |
| GAZ-Volga                     | Russia              | 1932               | |
| Gillet                        | Belgio              | 1992               | |
| Ginetta Cars                  | Regno Unito         | 1958               | |
| Giotti Victoria               | Italia              | 2007               | |
| Gordon Murray Automotive      | Regno Unito         | 2017               | |
| GTA Motor                     | Spagna              | 2013               | |
| Hamann                        | Germania            | 1986               | |
| Haval                         | Cina                | 2013               | |
| Hennessey                     | Stati Uniti         | 1991               | |
| Hindustan Motors              | India               | 1942               | |
| Hongqi                        | Cina                | 1958               | |
| HTT Automobile                | Canada              | 2007               | |
| Intermeccanica                | Italia              | 1959               | |
| Isdera                        | Germania            | 1969               | |
| Isuzu                         | Giappone            | 1953               | |
| Italdesign Giugiaro           | Italia              | 1968               | |
| Izh                           | Russia              | 1966               | |
| Javan                         | Regno Unito         | 1949               | |
| Kahn Design                   | Regno Unito         | 1998               | |
| Karma Automotive              | Stati Uniti         | 2015               | |
| Koenigsegg                    | Svezia              | 1993               | |
| KTM                           | Austria             | 2007               | |
| Leblanc                       | Svizzera            | 1995               | |
| Lightning                     | Regno Unito         | 2007               | |
| Ligier                        | Francia             | 1968               | |
| Lotec                         | Germania            | 1962               | |
| Lucid Motors                  | Stati Uniti         | 2007               | |
| Lynk & Co                     | Cina                | 2016               | |
| Manifattura Automobili Torino | Italia              | 2014               | |
| Mansory                       | Germania            | 1989               | |
| Mastretta                     | Messico             | 1987               | |
| McLaren Automotive            | Regno Unito         | 1985               | Holding McLaren Group                                                                                    |
| Mega                          | Francia             | 1992               | |
| Melling                       | Regno Unito         | 2000               | Rochdale-based MCD Group                                                                                 |
| Michelotto Automobili         | Italia              | 1969               | |
| MG                            | Regno Unito         | 1924               | Marchio acquisito da SAIC                                                                                |
| Morgan                        | Regno Unito         | 1909               | |
| N2A                           | Stati Uniti         | 2017               | |
| Nanjing                       | Cina                | 1947               | Gruppo SAIC                                                                                              |
| NIO                           | Cina                | 2014               | |
| Noble                         | Regno Unito         | 1999               | |
| Pagani                        | Italia              | 1988               | |
| Pambuffetti Automobili        | Italia              | 2018               | |
| Panoz                         | Stati Uniti         | 1989               | |
| Perodua                       | Malaysia            | 1992               | |
| Picchio                       | Italia              | 1996               | |
| Pininfarina                   | Italia              | 1930               | |
| Polestar                      | Svezia              | 1996               | Gruppo Volvo                                                                                             |
| Premier                       | India               | 1944               | |
| Qiantu Motor                  | Cina                | 2016               | |
| Qoros                         | Cina                | 2007               | |
| Radical                       | Regno Unito         | 1997               | |
| Rezvani                       | Stati Uniti         | 2014               | |
| Rimac Automobili              | Croazia             | 2009               | |
| Rinspeed                      | Svizzera            | 1980               | |
| Rivian                        | Stati Uniti         | 2009               | |
| Ruf                           | Germania            | 1923               | |
| Saleen                        | Stati Uniti         | 1983               | |
| Savio                         | Italia              | 1919               | |
| Secma                         | Francia             | 1995               | |
| Shelby Automobiles            | Stati Uniti         | 1962               | |
| Shelby Super Cars             | Stati Uniti         | 1999               | |
| SIN Cars                      | Bulgaria            | 2012               | |
| Sovamag                       | Francia             | 1930               | |
| Spada Vetture Sport           | Italia              | 2008               | |
| Spyker Cars                   | Paesi Bassi         | 2000               | |
| Studiotorino                  | Italia              | 2005               | |
| Tatra                         | Rep. Ceca           | 1923               | |
| Tazzari                       | Italia              | 2007               | |
| Tesla                         | Stati Uniti         | 2003               | |
| Tommykaira                    | Giappone            | 1968               | |
| Trion                         | Stati Uniti         | 2012               | |
| Ultima                        | Regno Unito         | 1997               | |
| Vencer                        | Paesi Bassi         | 2010               | |
| Venturi                       | Francia             | 1984               | |
| VinFast                       | Vietnam             | 2017               | |
| VLF Automotive                | Stati Uniti         | 2012               | |
| Westfield Sportscars          | Regno Unito         | 1982               | |
| W Motors                      | Emirati Arabi Uniti | 2012               | |
| Xpeng                         | Cina                | 2014               | |
| Zagato                        | Italia              | 1919               | |
| Zenvo Automotive              | Danimarca           | 2004               | |